# 徳島スポーツビレッジ
徳島スポーツビレッジ（とくしまスポーツビレッジ、英語: Tokushima Sports Village、通称:TSV）とは徳島県板野町に在るサッカー場。

## 概要
2006年4月着工、同年12月一部施設利用開始、翌年4月完成、総工費3億6000万円の四国最大規模のサッカー施設。日本サッカー協会からのサッカーを中心としたスポーツ環境整備モデル事業助成金1億9000万円と、徳島県内の協賛企業・団体からの寄付金1億7000万円によって建設された。土地は大塚製薬と板野町からの無償貸与。
地元サッカーチームの公式戦やスポーツイベント、日本プロサッカーリーグ（Jリーグ）所属の徳島ヴォルティスの練習場などに使われている。また2006年12月には本施設クラブハウス内に徳島ヴォルティスのクラブ事務所が移転している。
2021年、新しいクラブハウスが建設された。
徳島ヴォルティス株式会社のオフィスに会議室、ゲストルーム他スタッフ用の諸室に加え、選手、監督、コーチ、スタッフのためのカフェテリア、厨房、休憩室などを備える。
グラウンド側の観客席や２階カフェテリア前のテラスはサポーターに開放される。

## 主な施設
- ピッチA - 天然芝サッカーグラウンド
- ピッチB - 天然芝サッカーグラウンド 照明設備付き
- ピッチC - 人工芝サッカーグラウンド 照明設備付き
- クラブハウス
  - ロッカールーム
  - シャワールーム
  - 会議室
- 無料駐車場

## 交通
- 徳島自動車道「藍住インターチェンジ」から車で15分。
- 高松自動車道「板野インターチェンジ」から車で5分。
- JR板野駅から車で5分。
- 徳島バス板野駅南から、あすたむらんど経由かじや原行きあすたむらんど徳島下車徒歩10分